# ¿Quién se queda con la casa?
¿Quién se queda con la casa? (título original: Who Gets the House?) es una película canadiense de comedia, drama y familiar de 1999, dirigida por Timothy J. Nelson, escrita por Patricia Lavoie, musicalizada por Alan Williams, en la fotografía estuvo Georges Archambault y los protagonistas son Ricky Mabe, Elisha Cuthbert y Sophie Lorain, entre otros. El filme fue realizado por CINAR y se estrenó el 15 de junio de 1999.

## Sinopsis
Don y Rebecca Reece tienen que tomar la decisión más compleja de sus vidas: terminar o no con su matrimonio de casi dos décadas. Ambos pactan un divorcio de prueba. Los niños se quedan con la casa; los padres viajarán de un sitio a otro.